# Кыпу
Кы́пу (эст. Kõpu, нем. Köppo) — посёлок в волости Пыхья-Сакала уезда Вильяндимаа, Эстония.
До административной реформы местных самоуправлений Эстонии 2017 года был административным центром одноимённой волости (упразднена).

## География
Расположен у шоссе Тарту — Вильянди — Килинги-Нымме. Находится в 20 километрах к западу от уездного центра — города Вильянди. Расстояние до Таллина — 185 км. Высота над уровнем моря — 59 метров.
По территории посёлка протекает ручей Коолиоя, который запруживается заливным озером Кыпу.

## Население
По данным переписи населения 2011 года, в Кыпу проживали 333 человека, из них 327 (98,2 %) — эстонцы.
По данным переписи населения 2021 года, в посёлке проживали 293 человека, из них 291 (99,3 %) — эстонцы.
Численность населения посёлка Кыпу по данным переписей населения: 
| Год  | 1979 | 1989  | 2000  | 2011  | 2021  |
| ---- | ---- | ----- | ----- | ----- | ----- |
| Чел. | 313  | ↗ 391 | ↘ 372 | ↘ 333 | ↘ 293 |

## История

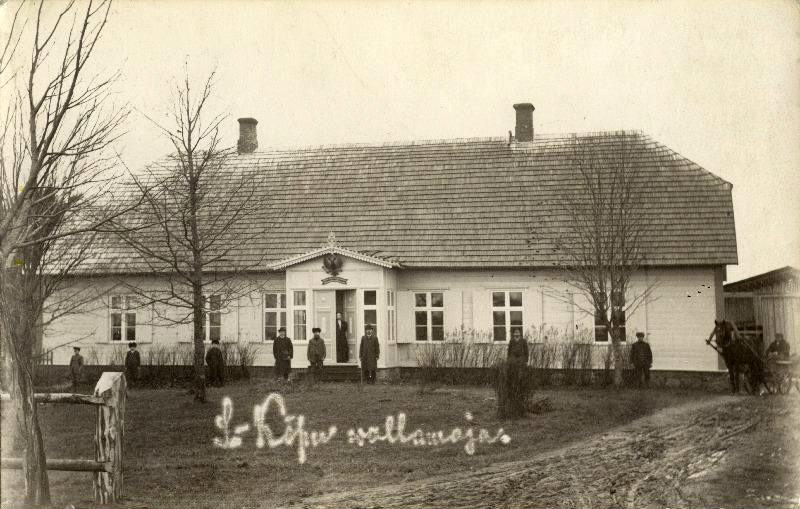
Волостная управа Сууре-Кыпу, 1920 год

Посёлок Кыпу был образован в 1977 году. Несмотря на то, что поселение называли и Кыпу, и Сууре-Кыпу ещё в 1930-х годах, его официальное название с 1945 по 1977 годы было иным — поселение Кесккюла. При формировании посёлка Кыпу с этим поселением была объединена часть образованной в 1970 году деревни Мыйзавялья (позже — Асукюла), в границах которой находилась мыза Гросс-Кеппо (Сууре-Кыпу).
В советское время в посёлке находилась центральная усадьба колхоза «Кыпу».
Старейшей исторической находкой в окрестностях посёлка является предмет железного века, найденный в 1880 году у реки Раудна и известный под названием «Ожерелье Кыпу». Это массивное ожерелье с расширяющимися трубковидными концами, датируемое 2-м столетием.

## Инфраструктура
В посёлке есть школа-детсад, спортхолл, магазин с почтовым пунктом, банкомат, автоматическая автозаправка, парикмахерская, семейный врач, аптека, дом по уходу на 22 места, церковь и кладбище; работают 2 предприятия: сельскохозяйственное и деревообрабатывающее; действует добровольная пожарная дружина.
В бывшем волостном доме работает библиотека (открылась в 1907 году) с читальным залом и публичным интернет-пунктом. По состоянию на 1 января 2016 года в библиотеке насчитывалось 11 614 экземпляров книг и 107 читателей, из них учеников школы — 33. В здании проводятся различные культурные мероприятия.
Для координации работы и развития сотрудничества между туристическими фирмами, организации выставок, культурных мероприятий и информирования туристов действует «Посетительский центр Кыпу» (эст. Kõpu Külastuskeskus). В посёлке есть женский хор и клуб для пожилых „Härmalõng” («Хярмалынг», в буквальном переводе с эстонского — Пряжа инея).
Церковь Пеэтри (церковь св. Петра) Эстонской Евангелическо-Лютеранской Церкви, находящая на территории посёлка, построена в 1825 году.
В 2016 году в посёлке, кроме частных домов, насчитывалось также 9 квартирных домов (число квартир от 4-х до 12-ти), всем требовалось реновирование.

## Памятники культуры
На территории посёлка находятся объекты, внесённые в Государственный регистр памятников культуры Эстонии:
- лютеранская церковь св. Петра[13],
- аптека (19-е столетие)[14],
- вспомогательное здание аптеки (19-е столетие)[15].

В посёлке установлен памятник погибшим в Освободительной войне.

## Основная школа Кыпу

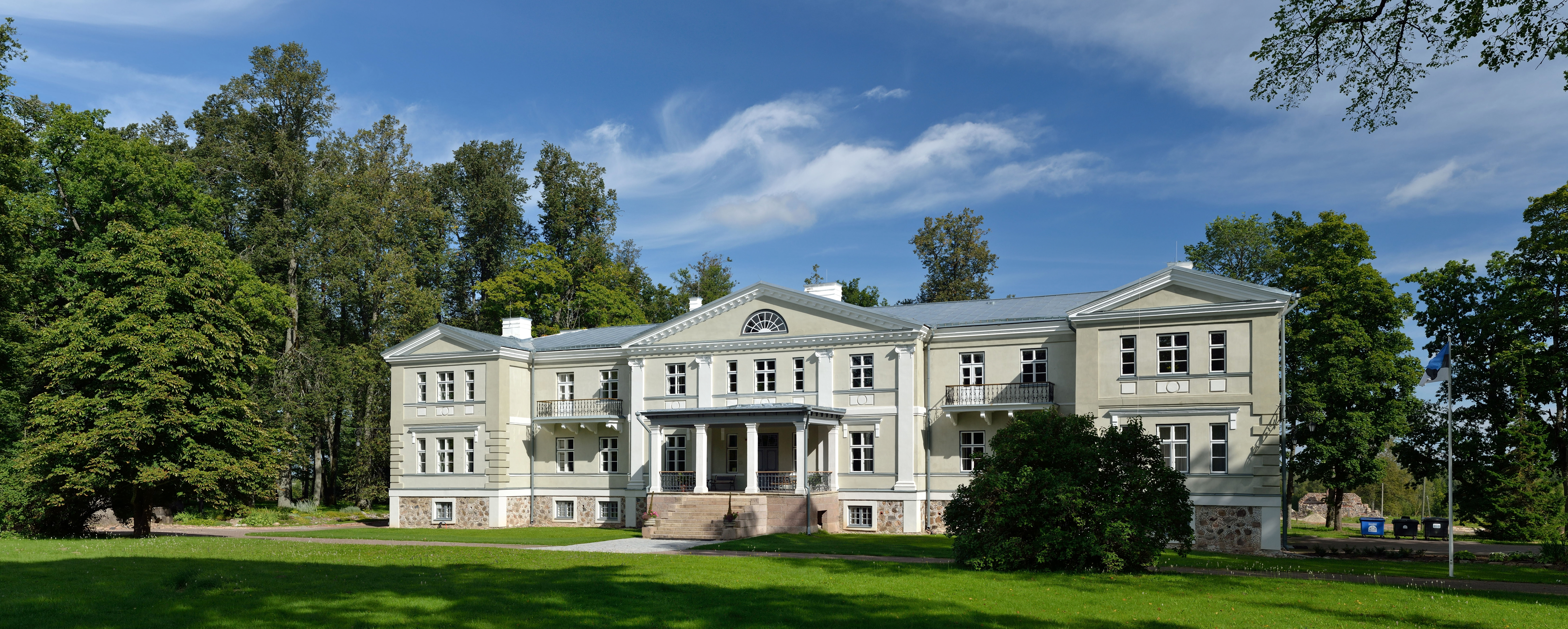
Основная школа Кыпу, бывшее главное здание мызы Гросс-Кеппо (Сууре-Кыпу)

Основная школа Кыпу работает в бывшем главном здании (господском особняке мызы Гросс-Кеппо (Сууре-Кыпу), где образовательная деятельность началась в 1921 году. В то время школа называлась Школой Сууре-Кыпу и была 6-летней. В настоящее время это основная школа-детсад. Детский сад с 2009 года работает в реновированном здании, расположенном в центре посёлка, и включает в себя 2 детские группы, с которыми занимаются 4 учителя и 2 помощника-учителя.
Школа участвовала в программе Европейского экономического пространства «Мызные школы — сохранение через использование», в ходе которой главное мызное здание было реновировано.
К бывшей мызной сушилке в 2011 году был пристроен многофункциональный спортхолл, который используется и учениками поселковой школы. Там же работает «Молодёжная комната» посёлка Кыпу.
За зданием школы расположен сад трав, который был основан в ходе проекта «Создание экспозиции мызы Сууре-Кыпу через искусство и чувство вкуса» (эст. „Suure-Kõpu mõisa ekspositsiooni loomine läbi kunsti ja maitsmismeele”), где выращиваются пряные травы и некоторые овощи. Уход за садом является частью школьного обучения.
В 2018/2019 году в школе насчитывалось 66 учеников, в детском саду — 26 детей.

## Происхождение топонима
Происхождение названия «Кыпу» точно не известно; вероятно, оно произошло от личного имени.

## Галерея

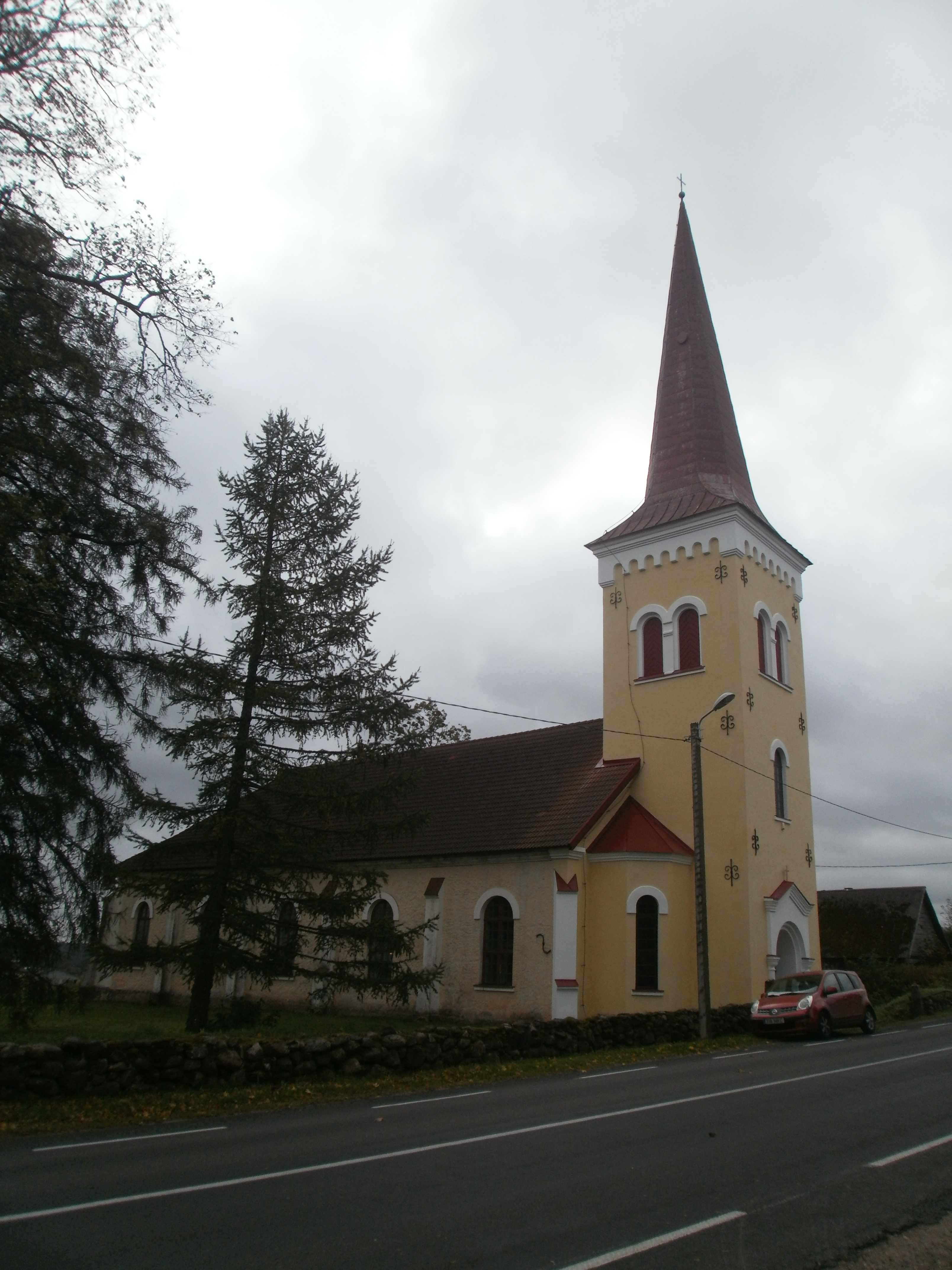
Церковь Святого Петра
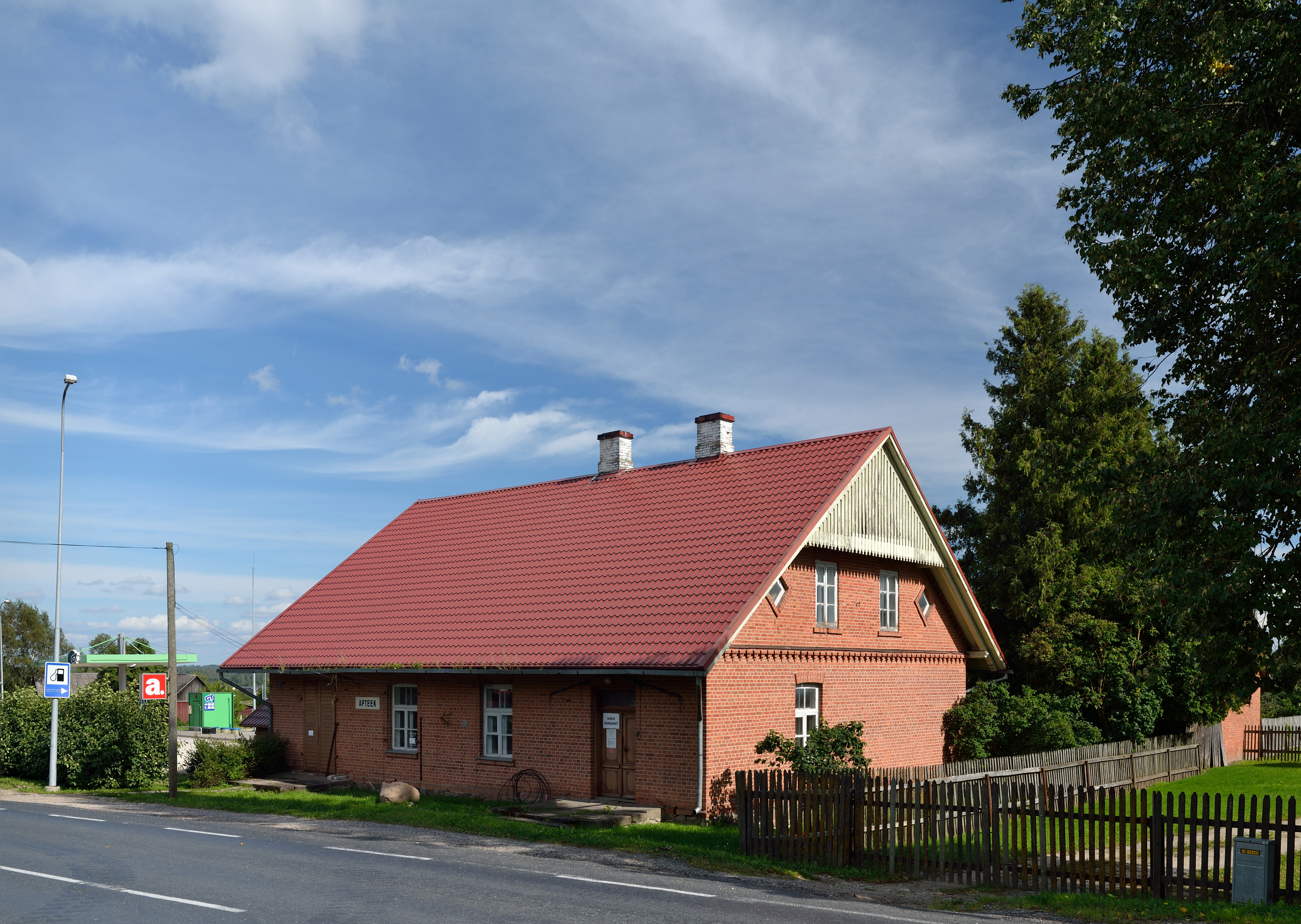
Аптека и амбулатория
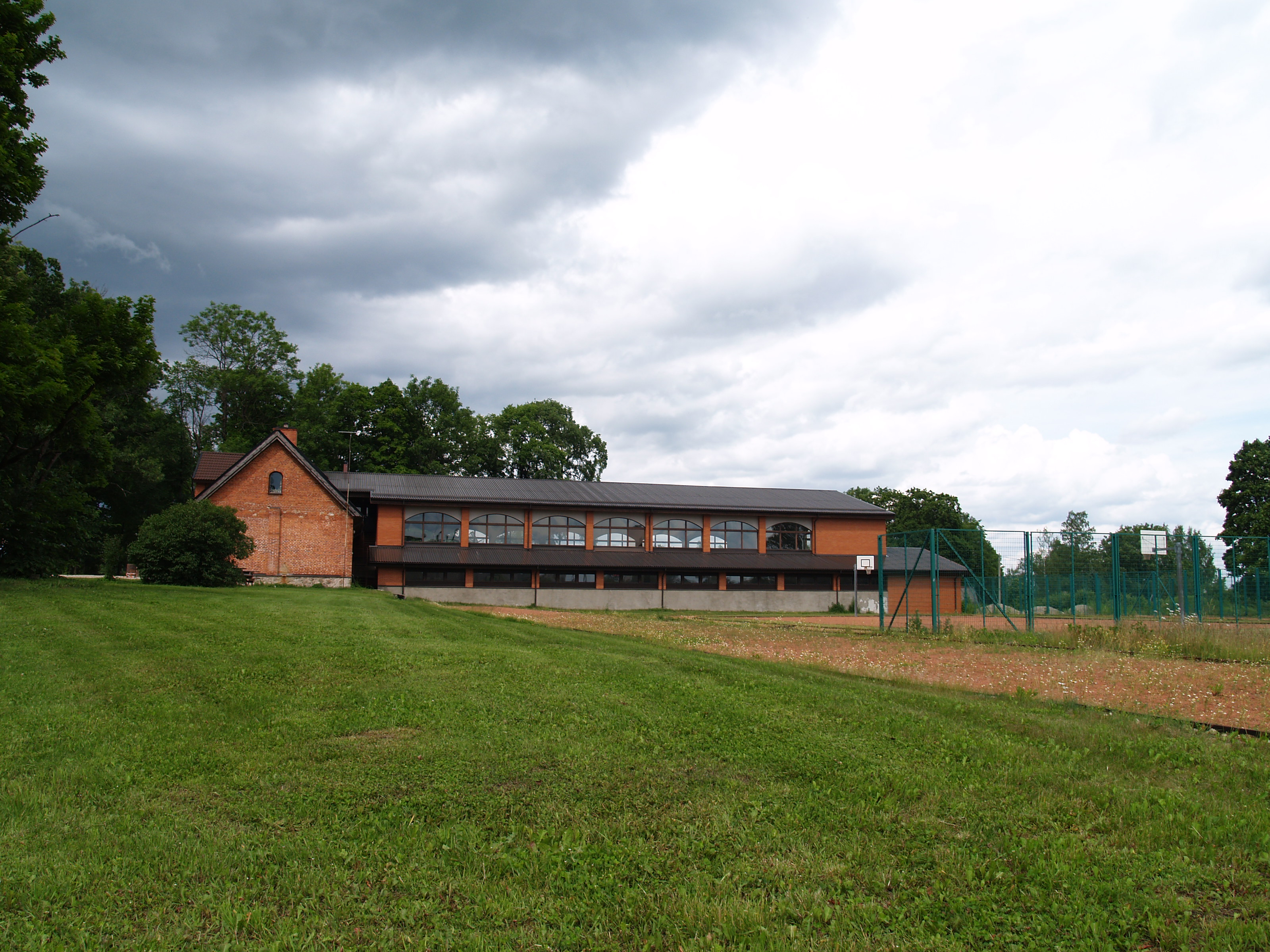
Спортхолл и молодёжная комната
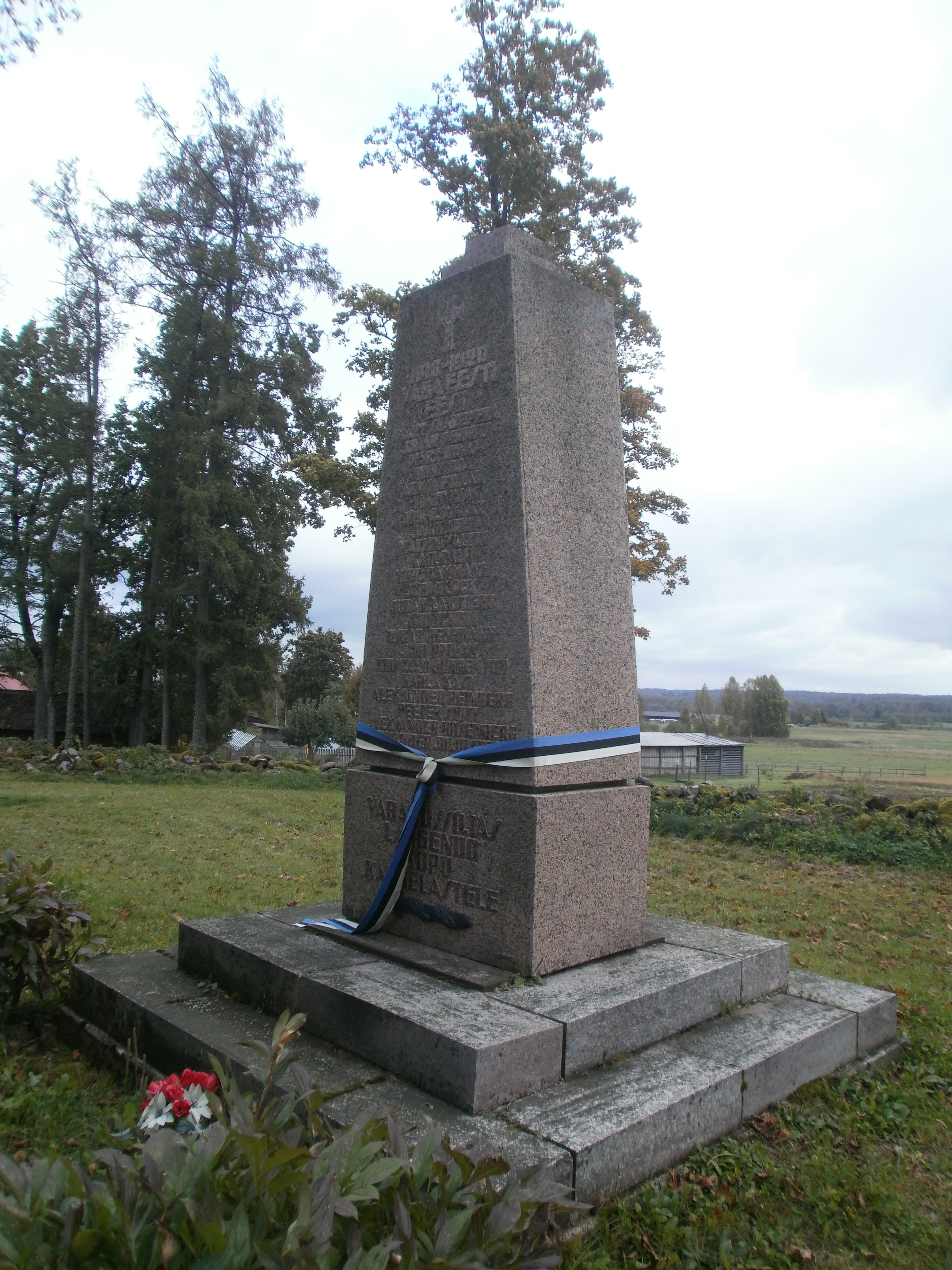
Памятник Эстонской освободительной войне
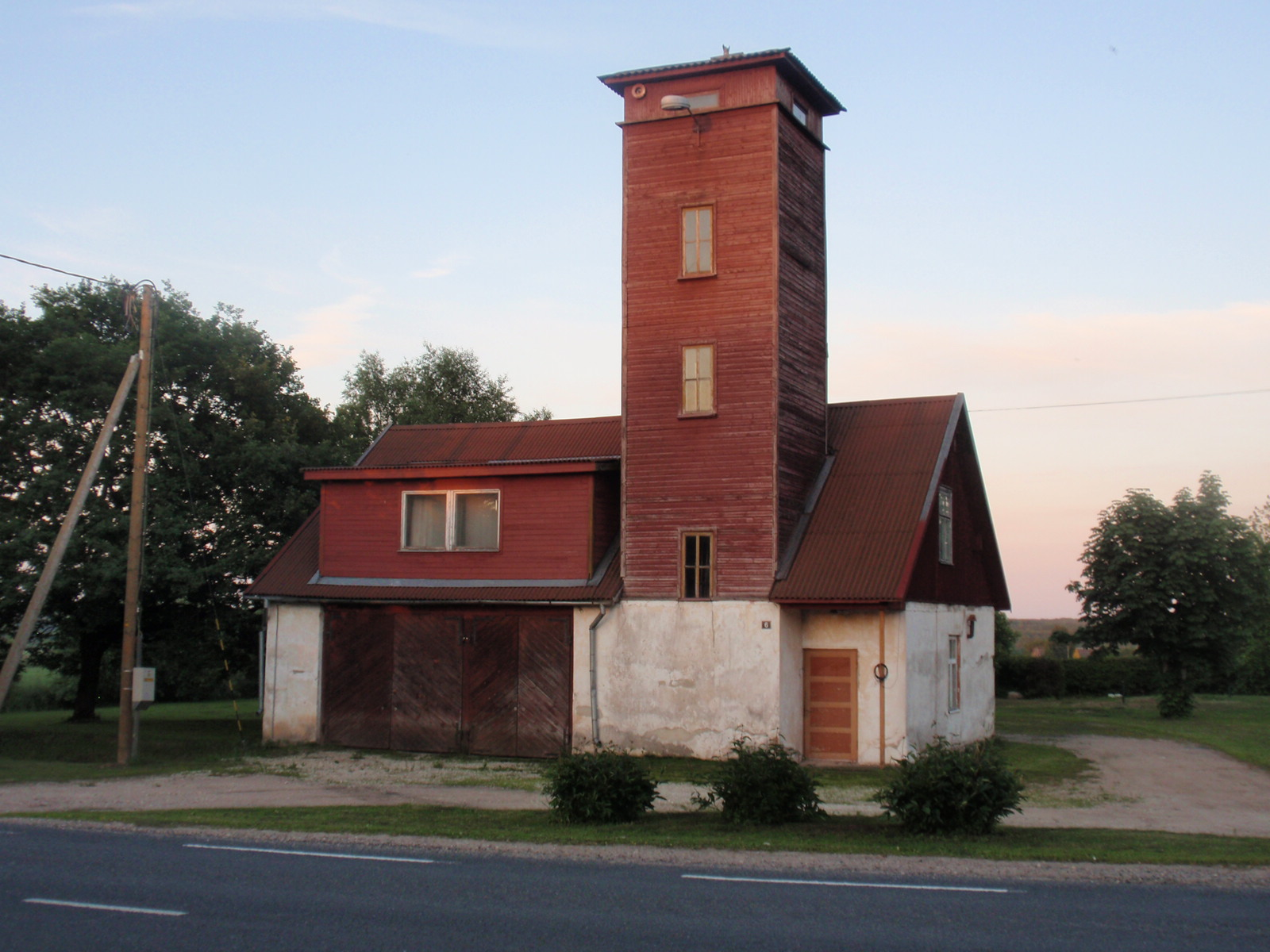
Здание добровольной пожарной охраны